# 明立戦
明立戦（めいりつせん）または立明戦（りつめいせん）とは、明治大学と立教大学の定期戦。紫合戦とも呼ばれ、東京六大学野球で「チームカラーが紫色同士の立教と明治が、自校の応援席のみならず神宮球場全体を紫色に染めてしまおう」という試みから名付けられている。
明治大学と立教大学では体育会の各部において定期戦が設けられており、対戦・交流することで両校の友好関係を築いていこうとする歴史がある。

## 野球
東京六大学野球における明大対立大の試合を指す。
連盟に帝大（現在の東大）が正式加入した1925年秋季リーグ戦では明立第1回戦が開幕試合となっており、東京六大学の歴史上最初の一戦は明立戦である。

## その他競技
- サッカー
- ラグビー
- 陸上競技
- 少林寺拳法
- 剣道
- フェンシング
- ラクロス

## 三大学対抗戦
立教大学と明治大学に日本大学を加えた「日立明」の対抗戦も歴史がある。バレーボールでは1936年（昭和11年）から「日立明定期戦」が行われており、2025年には88回目の開催となる長い伝統を持ち、ボート競技では「日立明三大学レガッタ」が毎年4月に行われ、2025年4月には69回目となる対抗戦が開催されている。
過去には水泳競技において「日立明三大学水泳対抗戦」が行われていた。また、同じく水泳競技では、立教大学と明治大学に法政大学を加えた「法政・明治・立教三大学定期戦」が行われており、2025年で58回目となる定期戦が開催されている。